# Saint-Parize-en-Viry
Saint-Parize-en-Viry là một xã của tỉnh Nièvre, thuộc vùng Bourgogne-Franche-Comté, miền trung nước Pháp.